# Мали-Лошинь
Ма́ли-Ло́шинь (хорв. Mali Lošinj, итал. Lussinpiccolo) — город в Хорватии, крупнейший город острова Лошинь. Население города составило 7537 человек по данным на 2021 год. Популярный курорт.

## Общие сведения
Мали-Лошинь расположен в глубине обширной бухты в центральной части острова. Автомобильная дорога, идущая вдоль острова, проходит от Вели-Лошиня с юга через Мали-Лошинь и уходит на север, в сторону острова Црес. Мали-Лошинь связан паромными переправами с соседними островами Уние и Сусак, городом Пула, а также пассажирской катамаранной линией с Цресом и Риекой.

## История

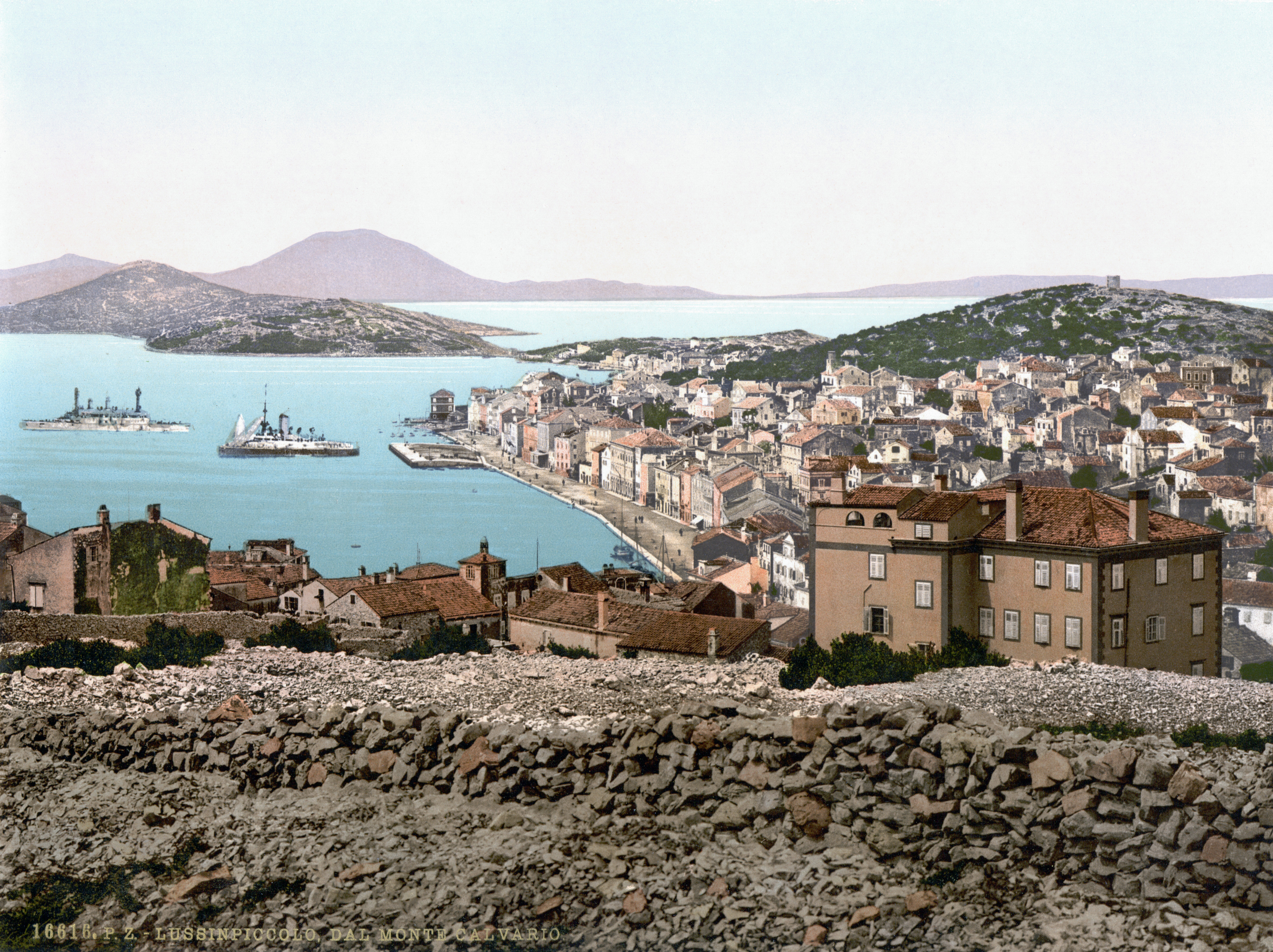
Мали-Лошинь в 1900 году

Город впервые упомянут в 1398 году под именем Мало-Село. Удобное расположение в глубине большой и глубоководной бухты привело к его сильному росту. В XIX веке Мали-Лошинь превратился в один из крупнейших судостроительных центров Адриатики, здесь действовало 11 верфей. В то же время Мали-Лошинь приобретает популярность и как место для отдыха, здесь строится большое число вилл австрийских аристократов. После первой мировой войны Лошинь стал одним из трёх островов Адриатики (вместе с Цресом и Ластово), которые были переданы Италии, остальные стали частью Королевства Сербов, Хорватов и Словенцев, впоследствии Королевства Югославия. После второй мировой войны вошёл в состав СФРЮ, что вызвало массовый исход итальянского населения с острова и из города Мали-Лошинь в частности. С 1990 года Мали-Лошинь в составе независимой Хорватии. С конца XX века в городе и окрестностях бурно развивается туристическая инфраструктура.

## Население
Исторически значительный процент населения Лошиня составляли итальянцы. После вхождения Лошиня в состав СФРЮ большая часть итальянского населения покинула остров. По данным переписи 2011 года хорваты составляют 85,73 % населения Мали-Лошиня, сербы — 4,85 %, итальянцы — 1,87 %, словенцы — 0,54 %.

## Достопримечательности
- Церковь Святого Мартина. Построена в 1450 году, находится на возвышении над городом.
- Церковь Святого Николая (1857 год).
- Кальвария на холме рядом с городом со стояниями Крестного пути XVIII века.
- Виллы австрийских аристократов XIX века.